# Kassala
|  | Per a altres significats, vegeu «estat de Kassala». |

Kassala, Kasala o Cassala —àrab: كَسَلا, Kasalā— és una ciutat del Sudan, capital de l'estat de Kassala. La seva població el 1993 era de 234.622 habitants. És un nus ferroviari, mercat, i coneguda pels seus horts. Està situada a la carretera principal entre Khartum i Port Sudan.

## Història
Els egipcis van iniciar la penetració el 1822. El 1823 van atacar als handanduwa i altre cop el 1831/1832, però no els van poder sotmetre fins al 1840 per obra del hükündar (governador general) Ahmed Pasha Abu Widan que va ocupar al-Taka on va establir una guarnició que fou la vila de Kassala. El seu successor Ahmad Manikli Pasha va aniquilar la resistència dels hadanduwa el 1844.
Durant la revolució mahdista, el 1883 el Mahdi va enviar a la regió a Uthman ibn Abi Bakr Dikna al-Sawakini (conegut com a Osman Digna) d'una família notable de mercaders de Suakin, i d'ascendència en part bedja; la rivalitat entre els khatamiyya i els madjadhib li va valer l'aliança del xeic dels segons al-Tahi al-Tayyib al-Madjdhub, que va aportar als seus hadanduwa al moviment de Muhàmmad Àhmad. Entre 1883 i 1885 van ocupar la província. Kassala va quedar sota control mahdista.
El juliol de 1894 els italians, amb l'acord dels britànics, va ocupar Kassala, ciutat que van restituir a Egipte el desembre de 1897.
Després del 1900 fou capital de la província de Kassala (estat el 1991). El juliol de 1940 la guarnició britànica a Somalilàndia es va retirar a Kassala, però els italians van ocupar seguidament aquesta ciutat i la van conservar fins que es van retirar el gener de 1941.